# Elecciones federales de México de 1946 en el Territorio Norte de Baja California
Las elecciones federales de México de 1946 en el Territorio Norte de Baja California se realizaron el  domingo 7 de julio de 1946 y en ellas fue elegido:
- Diputación Federal por Baja California: 1 electa por mayoría relativa elegidos en el único distrito federal.

## Antecedentes
En estas elecciones, organizadas por la Comisión Federal de Vigilancia Electoral, dependiente de la Secretaría de Gobernación de México, tuvo participación por primera vez el Partido Revolucionario Institucional ya con este nuevo nombre tras llamarse Partido de la Revolución Mexicana durante 6 años. Luego de una jornada violenta en 1940 y una baja participación electoral en 1943 (de los cuales son pocos los datos que se tienen), en 1946, en el Territorio Norte de Baja California, participó el Partido Democrático Mexicano como opositor al PRI.

## Resultados electorales

### Diputación
| Partido político | Partido político | Partido político                     | Diputados |
| ---------------- | ---------------- | ------------------------------------ | --------- |
|                  |                  | Partido Revolucionario Institucional | 1/1       |
| Total de escaños | Total de escaños | Total de escaños                     | 1/1       |

### Presidencia de la República
| Partido | Partido | Partido                                               | Candidato | Candidato                  | Votos  |
| ------- | ------- | ----------------------------------------------------- | --------- | -------------------------- | ------ |
|         |         | Partido Revolucionario Institucional                  |           | Miguel Alemán Valdés Hecho | 14,046 |
|         |         | Partido Democrático Mexicano                          |           | Ezequiel Padilla Peñaloza  | 7,440  |
|         |         | Partido Fuerza Popular                                |           | Jesús Agustín Castro       | 169    |
|         |         | Partido Popular Nacional de Colocación Revolucionaria |           | Enrique E. Calderón        | 57     |